# United Press International

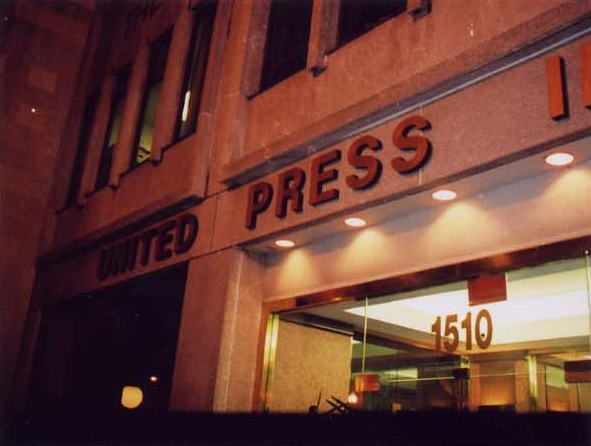
Kantoor van United Press International

United Press International (UPI) is een Amerikaans persbureau. Het is ontstaan op 24 mei 1958 uit een fusie van United Press met International News Service. Sinds 2000 is het eigendom van News World Communications, dat weer eigendom is van de Verenigingskerk.